# Adam Larsson
Adam Larsson (ur. 12 listopada 1992 w Skellefteå) – szwedzki hokeista, reprezentant Szwecji.
Jego ojciec Robert (ur. 1967) i Hampus (ur. 1990) także zostali hokeistami.

## Kariera
- Västerbotten (2007, 2008)
- Skellefteå J18 (2007-2008)
- Skellefteå J20 (2008-2009)
- Skellefteå AIK (2009-2011)
- New Jersey Devils (2011-2016)
  -  Albany Devils (2012-2014)
- Edmonton Oilers (2016-2021)
- Seattle Kraken (2021-)

Wychowanek klubu Skellefteå AIK. W drafcie NHL z 2011 wybrany przez amerykański klub New Jersey Devils (runda 1, numer 20). Ponadto w KHL Junior Draft w 2010 wybrany przez Łokomotiw Jarosław (runda 1, numer 17). Od lipca 2011 roku formalnie zawodnik New Jersey Devils. Od tego czasu przekazywany do klubu farmerskiego, Albany Devils. W lipcu 2015 przedłużył kontralt z Devils o sześć lat. W czerwcu 2016 został zawodnikiem w toku wymiany za Taylora Halla. W lipcu 2021, w ramach expansion draft, został zawodnikiem nowego klubu NHL, Seattle Kraken.
Uczestniczył w turniejach mistrzostw świata edycji 2016, 2018, 2019, 2022.

## Sukcesy
Reprezentacyjne
- Srebrny medal mistrzostw świata juniorów do lat 18: 2010
- Brązowy medal mistrzostw świata juniorów do lat 20: 2010
- Złoty medal mistrzostw świata: 2018

Klubowe
- Srebrny medal mistrzostw Szwecji: 2011 ze Skellefteå AIK
- Mistrzostwo konferencji NHL: 2012 z New Jersey Devils

Indywidualne
- Elitserien 2009/2010:
  - Pierwsze miejsce w klasyfikacji kanadyjskiej wśród juniorów do lat 18: 17 punktów
- Mistrzostwa świata do lat 18 w hokeju na lodzie mężczyzn 2010/Elita:
  - Jeden z trzech najlepszych zawodników reprezentacji[7]
  - Skład gwiazd turnieju[8]
  - Najlepszy obrońca turnieju[9]
- Mistrzostwa Świata w Hokeju na Lodzie 2016/Elita:
  - Jeden z trzech najlepszych zawodników reprezentacji w turnieju[10]
- Mistrzostwa Świata w Hokeju na Lodzie 2018/Elita:
  - Trzecie miejsce w klasyfikacji +/- turnieju: +13[11]
  - Jeden z trzech najlepszych zawodników reprezentacji w turnieju[12]